# 巴克利維爾
巴克利維爾是西非國家利比里亞東南部的城鎮，也是大克魯縣的首府，位於首都蒙羅維亞東南335公里，海拔高度20米，鎮上有學校、醫療中心和機場，居民主要種植稻米，2008年人口2,733。